# کورسوس پابلیکوس
کورسوس پابلیکوس (یونانی باستان: δημόσιος δρόμος) به معنی «راه عمومی» پیک و سرویس حمل و نقل امپراتوری روم، بود که بعداً توسط امپراتوری بیزانس به ارث رسید و تحت نظارت دولت بود. این سیستم مبتنی بر تعهداتی بود که دولت روم بر عهده افراد خصوصی گذاشته بود.